# Campionat del món d'escacs femení de 1931
El 3r Campionat del món d'escacs femení va tenir lloc durant la 4a Olimpíada d'escacs a Praga entre el 12 i el 26 de juliol de 1931. El torneig es va disputar com a doble round robin. Vera Menchik va aconseguir defensar el seu títol. Els resultats finals foren els següents:
| # | Jugadora                | 1   | 2   | 3   | 4   | 5   | Total |
| - | ----------------------- | --- | --- | --- | --- | --- | ----- |
| 1 | Vera Menchik (TCH)      | -   | 1 1 | 1 1 | 1 1 | 1 1 | 8     |
| 2 | Paula Wolf-Kalmar (AUT) | 0 0 | -   | 0 1 | 0 1 | 1 1 | 4     |
| 3 | Agnes Stevenson (ENG)   | 0 0 | 1 0 | -   | 1 ½ | 1 0 | 3½    |
| 4 | Katarina Beskow (SWE)   | 0 0 | 1 0 | 0 ½ | -   | 1 0 | 2½    |
| 5 | Wally Henschel (GER)    | 0 0 | 0 0 | 0 1 | 0 1 | -   | 2     |